# Raevyn Rogers
Raevyn Rogers (Houston, 7 de septiembre de 1996) es una deportista estadounidense que compite en atletismo, especialista en las carreras de mediofondo.
Participó en los Juegos Olímpicos de Tokio 2020, obteniendo una medalla de bronce en la prueba de 800 m. Ganó una medalla de plata en el Campeonato Mundial de Atletismo de 2019, en la misma prueba.

## Palmarés internacional
| Juegos Olímpicos   | Juegos Olímpicos | Juegos Olímpicos  | Juegos Olímpicos |
| Año                | Lugar            | Medalla           | Prueba           |
| ------------------ | ---------------- | ----------------- | ---------------- |
| 2020               | Tokio (Japón)    | Medalla de bronce | 800 m            |
| Campeonato Mundial |                  |                   |                  |
| Año                | Lugar            | Medalla           | Prueba           |
| 2019               | Doha (Catar)     | Medalla de plata  | 800 m            |